# Aérodrome de Hamilton
Pour les articles homonymes, voir HLZ.
L'aérodrome de Hamilton (code IATA : HLZ • code OACI : NZHN) dessert la ville de Hamilton en Nouvelle-Zélande. Il est situé à environ 14 km au sud du centre.

## Statistiques
Pour des raisons techniques, il est temporairement impossible d'afficher le graphique qui aurait dû être présenté ici.

Voir la requête brute et les sources sur Wikidata.

## Situation
| \| 50 km1:2 365 000 \| Kapiti Auckland Wellington Chatham · Tuuta Christchurch Dunedin Gisborne Great Barrier Greymouth Hamilton Hokitika Invercargill Kaikoura Kaitaia Kerikeri Nelson New Plymouth North Shore Palmerston North Picton Queenstown Timaru Rotorua Stewart Takaka Taupo Tauranga Wanaka Westport Whakatane Whanganui Whangarei Whitianga Woodbourne |
| 50 km1:2 365 000 |